# Северна Кореја на Светском првенству у атлетици на отвореном 2019.
Северна Кореја је учествовала на Светском првенству у атлетици на отвореном 2019. одржаном у Лондону од 4. до 13. августа осми пут. Репрезентацију Северне Кореје представљале су 3 такмичарке које су се такмичиле у маратону. ,
На овом првенству Северна Кореја није освојила ниједну медаљу. У табели успешности према броју и пласману такмичара који су учествовали у финалним такмичењима (првих 8 такмичара) Северна Кореја је са 1 учесником у финалу делила 66 место са 1 бодом.
| Плас. | Земља          | 1. место | 2. мес. | 3. мес. | 4. мес. | 5. мес. | 6. мес. | 7. мес. | 8. мес. | Бр. финал. | Бод. |
| ----- | -------------- | -------- | ------- | ------- | ------- | ------- | ------- | ------- | ------- | ---------- | ---- |
| =66.  | Северна Кореја | 0        | 0       | 0       | 0       | 0       | 0       | 0       | 1       | 1          | 1    |

## Учесници
Жене:
- Ji Hyang Kim — Маратон
- Јо Ун Ок — Маратон
- Кванг-Ок Ри — Маратон

## Резултати

### Жене
| Атлетичарка  | Дисциплина | Лични рекорд | Квалификације | Квалификације | Полуфинале | Полуфинале | Финале   | Финале      | Детаљи |
| Атлетичарка  | Дисциплина | Лични рекорд | Резултат      | Место         | Резултат   | Место      | Резултат | Место       | Детаљи |
| ------------ | ---------- | ------------ | ------------- | ------------- | ---------- | ---------- | -------- | ----------- | ------ |
| Ji Hyang Kim | Маратон    | 2:28:06      |               |               |            |            | 2:41:24  | 8 / 40 (70) |        |
| Јо Ун Ок     | Маратон    | 2:29:22      | 2:42:23       | 10 / 40 (70)  |            |            |          |             |        |
| Кванг-Ок Ри  | Маратон    | 2:26:58      | 2:46:16       | 14 / 40 (70)  |            |            |          |             |        |